# Volajsko jezero
Volajsko jezero (nemško Wolayer See, italijansko lago Volaia, furlansko lât di Volaie) je gorsko jezero na koroški strani Karnijskega glavnega grebena v bližini prelaza Plöcken. Je središče naravnega rezervata Volajsko jezero in okolice.
Jezero je na 1951 m n. v. in je veliko 3,8 ha. Leži v tektonski kotanji, ki jo je med ledeno dobo preoblikoval Volajski ledenik. Porečje obsega le okoli 60 hektarjev. Količina padavin na tem območju znaša od 2000 do 2500 mm na leto, zato je vodostaj tudi brez površinskega dotoka dokaj konstanten. Dno jezera je prekrito z blatom. Zahodni del jezera je razmeroma raven, vzhodna stran je precej strma. Najgloblja točka je 13,9 m pod gladino, vendar sta dve tretjini jezera globoki manj kot 5 m. Podzemna voda jezera napaja dva izvira: enega na avstrijskem ozemlju, drugega na ozemlju Italije južno od Koče Lambertenghi-Romanin.

## Fizikalni in kemijski parametri
Temperatura površinske vode doseže največ 12,5 °C (avgust 1980). Poleti se ne razvije stabilna temperaturna stratifikacija. To je posledica vetrovne lege jezera, ki je le 26 m pod bližnjim prelazom Wolayer, skozi katerega piha močan veter. Jezero je zamrznjeno šest do sedem mesecev na leto, plastna ledena odeja pa je lahko debela tudi do dva metra.
Voda v jezeru je rahlo alkalna, električna prevodnost je precej nizka, manj kot 100 µS/cm. Zmogljivost vezave kisline je nizka pri manj kot 1,3 mval/l, nizka je tudi apnenčasta trdota pri 3 do 4 °dH.
Koncentracija hranil (fosfor, nitrat) je precej nizka. Vnos organskih snovi poteka predvsem preko zraka (pelod, deli rastlin).

## Biologija
Zaradi nizke koncentracije hranil je nizka tudi količina plavajočih alg, ki znaša pod 250 mg/m³.
Jezero je naravno brez rib kot večina visokogorskih jezer. Vendar pa je bilo leta 1976 vnesenih 15 potočnih postrvi, ki so drastično zdesetkale populacijo postranic Gammarus lacustris. Postrvi so sprva dobro rasle, po nekaj letih pa so stradale. Leta 1980 je bilo razporejenih 4000 jezerskih (Salvelinus alpinus) in potočnih zlatovčic (Salvelinus fontenalis). Sprva so se dobro razmnoževali, a prav tako usahnili do oblik stradanja, tako imenovano Schwarzreutern.
Območje zamuljenja je večinoma odsotno, prav tako vodna vegetacija. Na nekaj ravnih območjih najdemo močvirske rastline, kot so ozkolistni munec (Eriophorum angustifolium), navadna kalužnica (Caltha palustris), vednozeleni kamnokreč (Saxifraga aizoides), črvinkasti vrbovec (Epilobium alsinifolium) in vrste rogoza, kot sta nitasto ločje (Juncus filiformis) in Juncus triglumis.

## Naravni rezervat
Jezero z okolico je središče naravnega rezervata Volajsko jezero, ustanovljenega leta 1959 (LGBl. št. 34/1959, 19/1960, ponovno objavljeno v LGBl. št. 1/2003). Zavarovano območje obsega 1939,4 ha na glavnem Karnijskem grebenu zahodno od prelaza Plöcken. Geološko je območje sestavljeno iz silurskih in devonskih apnencev ter prekrivajočih skrilavcev zgornjega karbona. Vegetacijo tvorijo kopice modre trave, travne površine z blazinastim šašem, združbe melišč in skalnatih razpok, zlatih bilnic, grmovja in ukrivljene trate iz šaša. Med rastlinske vrste spadajo Eryngium alpestre, dišeči kromač (Myrrhis odorata) in Pleurospermum austriacum.